# Келантан (футбольный клуб)
Келантан малайск. Persatuan Bola Sepak Kelantan — малайзийский футбольный клуб из города Кота-Бару (Келантан).

## История
Команда Келантан была основана в 1946 году как любительская. В 1986 году президентом клуба был назначен бывший министр штата Келантан, Датук Хаджи Ахмад Растом Хаджи Ахмад Махер.
5 лет спустя, бывший государственный секретарь Келантана, Датук Хаджи Ван Хашим Ван Дауд, занял этот пост. Он занимал этот пост до 2004 года, за которым последовал Датук Хаджи Ахмад Джазлан Якуб.
К 2005 году Келантан была единственной государственной командой, которая играла в футбольной лиге третьего эшелона в Малайзии. Команда закончила сезон нижней части Малайзийской Премьер-Лиги второго уровня, а затем была отнесена в третью лигу Малайзии, Малайзийскую Лигу FAM.
Tan Sri Annuar Musa взял на себя Kelantan в 2007 году и многие изменения произошли. Он использует различные новые подходы и обновления в управлении и команде. Команда добивается улучшения положения в Премьер-лиге Малайзии в сезоне 2007-08. Команда заняла третье место в сезоне.
Аннуар принес революцию и трансформировал то, как команда управлялась, вводя изменения, сродни тем, которые практикуются за рубежом. Местным игрокам была предоставлена возможность, и национальные игроки хотели идти эту в команду, чтобы иметь хорошее сочетание опыта и молодости.
Спонсорские сделки были подписаны с различными компаниями, и с хорошими потоками наличных в первые несколько лет его лидерства, Келантан Ф. А. теперь переименован в «Красные воины».
В 2014 году, Келантан подписал бывшего полузащитника сборной Египта, Мохаммеда Шавки а также бывшего нападающего сборной Ганы, Принса Таго. Клуб занял 6 место.
В сезоне 2015, «Келантан» подписал бывшего защитника сборной Австралии, Джонатана Маккейна. Клуб занял 9 место.
В первой половине сезона 2016, за «Келантан» играл бывший игрок футбольного клуба «Локомотив» и сборной Мали, Драман Траоре. Клуб занял 4 место.
Перед началом сезона 2017, клуб не делал громких приобретений, за исключением бывшего игрока «Волыни», Алессандро Селины.

## Кубок АФК
С сезона 2012 по 2014 годы постоянно участвовал в Кубке АФК.

## Спонсоры форм клуба
- 2002—2008: Nike
- 2010—2012: Umbro
- 2013—2015: Warriors
- 2016: DSV
- 2017: HORC

## Знаменитые игроки
- Мохаммед Шавки (2014)
- Принс Таго (2014)
- Джонатан Маккейн (2015—2016)
- Драман Траоре (2016)
- Мамаду Дансо (2017)
- Бахтияр Дуйшобеков (2018—)

## Достижения
- Малайзийская Суперлига (2011, 2012)
- Малайзийская Премьер-лига (2000)
- FAM League (1953, 1954, 2005)